# 구경이
《구경이》는 2021년 10월 30일부터 2021년 12월 12일까지 방송된 JTBC 토일 드라마다.

## 기획의도
게임과 술이 세상의 전부인 경찰 출신 보험조사관 구경이가 완벽하게 사고로 위장된 의문의 연쇄살인사건을 파헤치는 코믹 탐정극

## 제작진

### 제작사
- 키이스트
- 그룹에이트
- JTBC 스튜디오

### 연출
- 이정흠 : ( SBS 2부작 드라마 《너를 노린다》(연출), SBS 월화미니시리즈 《조작》(연출), SBS 월화미니시리즈 《아무도 모른다》(연출) 등 연출 )

### 극본
- 성초이

## 등장인물
- (†) 표시는 드라마 상에서 최종적으로 사망한 인물이다.

### 주요 인물
- 이영애 : 구경이 역 - 경찰 출신 보험조사관.

구부정한 어깨에 푹 꺼져 퀭한 눈, 푸석한 피부에 유령처럼 걸으며 늘 발목까지 오는 긴 코트를 입는 사람이다.
밥물을 못 맞춰도 범인은 잘 맞추는 새로운 형태의 탐정. 비상한 두뇌의 소유자다. 하지만, 사건만 끝나면 집으로 곧장 돌아가 위스키에
땅콩 먹고 싶은 ‘내추럴 본 집순이’다. 조사를 할 때는 수단과 방법을 가리지 않으며 맥주 한 모금이면 이성과 체력을 되찾으며 멋드러진
추리를 해낸다.
- 김혜준 : K(케이) / 송이경 역 - 속내를 알 수 없는 미스터리한 대학생.
- 김해숙 : 용 국장(용숙) 역
- 곽선영 : 나제희 역
- 백성철 : 산타 역 - 구경이의 게임 파티 일원에서 조수로 발탁되는 인물.
- 조현철 : 오경수 역

### 케이 주변 인물
- 이홍내 : 건욱 역 - K(케이)의 조력자로 케이와 친남매처럼 지내는 인물.
- 배해선 : 정연 역 (†) - K(케이)의 이모.

### 용국장 주변 인물
- 정석용 : 김 부장 역 - 용국장의 직속 부하
- 최대철 : 허성태 역 - 현태의 형, 용국장의 첫째 아들.
- 박지빈 : 허현태 역 - 성태의 동생, 용국장의 막내 아들.

### 그 외 인물
- 최영준 : 장성우 역 - 구경이의 남편
- 이한주 : 이영주 역 - 연극 동아리 K 학교 친구
- 미상 : 낚시꾼 역
- 미상 : 재영 역
- 미상 : 선미 역
- 김강현 : 김민규 역
- 박예영 : 윤재영 역
- 박강섭 : 대호 역
- 신윤섭 : 박규일 역 (†)
- 최하윤 : 몰래카메라 피해자 미애 역
- 김수로 : 고담 역 (†)
- 미상 : 고등학교 수위 아저씨 역
- 이승준 : 김수용 역
- 서동원 : 곽 기자 역

## 시청률
최저 시청률과 최고 시청률은 시청률 조사회사와 지역별로 시청률에 차이가 있을 수 있습니다.
| 시즌 | 시즌 | 에피소드 번호 | 에피소드 번호 | 에피소드 번호 | 에피소드 번호 | 에피소드 번호 | 에피소드 번호 | 에피소드 번호 | 에피소드 번호 | 에피소드 번호 | 에피소드 번호 | 에피소드 번호 | 에피소드 번호 |
| 시즌 | 시즌 | 1             | 2             | 3             | 4             | 5             | 6             | 7             | 8             | 9             | 10            | 11            | 12            |
| ---- | ---- | ------------- | ------------- | ------------- | ------------- | ------------- | ------------- | ------------- | ------------- | ------------- | ------------- | ------------- | ------------- |
|      | 1    | 599           | 571           | 468           | 647           | 454           | 650           | 513           | 553           | 없음          | 454           | 없음          | 598           |

| 2021년 | 2021년    | 2021년         | 2021년       |
| 회차   | 방송일    | AGB 시청률     | AGB 시청률   |
| 회차   | 방송일    | 대한민국(전국) | 서울(수도권) |
| ------ | --------- | -------------- | ------------ |
| 제1회  | 10월 30일 | 2.640%         | 2.666%       |
| 제2회  | 10월 31일 | 2.642%         | 3.027%       |
| 제3회  | 11월 6일  | 1.996%         | 2.241%       |
| 제4회  | 11월 7일  | 2.747%         | 3.464%       |
| 제5회  | 11월 13일 | 1.809%         | -            |
| 제6회  | 11월 14일 | 2.548%         | 3.036%       |
| 제7회  | 11월 20일 | 1.8%           | 2.510%       |
| 제8회  | 11월 21일 | 2.185%         | 2.717%       |
| 제9회  | 12월 4일  | 1.699%         | -            |
| 제10회 | 12월 5일  | 1.808%         | -            |
| 제11회 | 12월 11일 | 1.515%         | -            |
| 제12회 | 12월 12일 | 2.312%         | 2.864%       |

## 같이 보기
- 대한민국의 텔레비전 드라마 목록 (ㄱ)
- 2021년 대한민국의 텔레비전 드라마 목록

## 수상 목록
- 2022년 제58회 백상예술대상 여자 신인연기상 (김혜준)

## 참고 사항
- 최대철과 김해숙은... KBS 주말연속극 《왕가네 식구들》 이후 7년만에 다시 한번 의기투합하는 작품의 계기가 되었다.